# CHANG-HAENG.
CHANG-HAENG.（ちゃんへん、1985年10月10日 - ）は、京都府宇治市出身の大道芸人。在日コリアン三世で本名は岡本昌幸。

## 略歴
1985年、京都府宇治市のウトロ地区で生まれる。
朝鮮学校には通わず地元の小学校に入学する。
アメリカ人ジャグラーのアンソニー・ガットの影響で大道芸を始め、独学で芸や技を学ぶ。2002年、大道芸ワールドカップin静岡でデビューする。高校卒業後に海外修行を経て、2009年から日本での活動を始める。
2011年、日本全国の朝鮮学校で公演を行う『朝鮮学校全国ツアー』を展開し、翌2012年には朝鮮民主主義人民共和国の平壌、大韓民国のソウルと釜山で公演を行った。
2013年以降はジャグリングショップの経営者として活動。

2022年にはラスベガスで開催された「カスケードオブスターズ」（ジャグリングショーの名称）のグランドチャンピオンシップにて金メダルに輝く。